# Lars Marklund (ishockeyspelare)
Lars Marklund, född 20 mars 1963, är en svensk ishockeytränare och före detta ishockeyspelare, som just nu tränar för Skellefteå AIK J20 i J20 Superelit. 
Han är far till den professionella ishockeyspelaren Sam Marklund.